# Paz de Olomouc
La paz de Olomouc, también denominada tratado de Olomouc, fue firmada entre el rey de Hungría, Matías Corvino, y el rey de Bohemia, Vladislao II el 2 de abril de 1479 en Olomouc (Olmütz) y puso fin a la guerra de Bohemia, que se había prolongado diez años.

## Contexto
Después de que los calixtinos, la facción moderada de los husitas, hubieran llegado a un acuerdo con la Iglesia católica mediante los Compactata, la situación se volvió en contra de los radicales taboritas, que en 1434 fueron derrotados en la Batalla de Lipany. Con esto, concluyó la revolución husita.
Poco después, estallaron conflictos entre los católicos austriacos y los calixtinos.
Bajo el liderazgo de Jorge de Podiebrad, los calixtinos consiguieron conquistar gran parte de Bohemia, incluida la capital, Praga.
Tras la muerte precoz de Ladislao el Póstumo, Jorge de Podiebrad, ya regente, pasó a ser el sucesor al trono de Bohemia. Al ser husita, fue el primer rey europeo no católico.
Un año después, el cardenal Eneas Silvio Piccolomini fue nombrado papa. Adoptó el nombre de Pío II, y las relaciones entre los utraquistas y la Iglesia católica empeoraron a ojos vistas. El papado buscó, pues, la solución a los conflictos por vía militar.
De esta manera, Jorge de Podiebrad se vio contra una alianza entre gran parte de la nobleza católica bohemia, el emperador Federico III y el rey de Hungría Matías Corvino. Este último había contado antes con la ayuda de Jorge de Podiebrad en su ascenso al trono de Hungría contra Federico III.

## El conflicto entre Hungría y Bohemia
Corvino dio inicio a la guerra de Bohemia en 1468, ocupó gran parte de Moravia y, el 3 de mayo de 1469, en Olomouc, fue elegido rey de Bohemia. Así, estaba entre dos la contienda por el título de rey de Bohemia y el conflicto armado prosiguió. Incluso tras la muerte de Jorge, con su sucesor Vladislao II, nada cambió y el conflicto continuó. Aun con la alianza de Federico III, no consiguió derrotar a Corvino.

## La paz
Con el armisticio de Breslavia del 8 de diciembre de 1474, Vladislao tuvo que reconocer el dominio de Corvino sobre las tierras colindantes con el núcleo bohemio.
Con la paz de Olomouc, Corvino renunció a cualquier pretensión ulterior, pero mantuvo el dominio sobre las tierras de Moravia, Silesia y Lusacia, así como mantuvo el título de rey de Bohemia.
Las aspiraciones de quien falleciese en primer lugar serían satisfechas por el otro. Con esta definición, la unidad de la corona bohemia quedaría en pie, aunque de forma temporal habría dos reyes.
En 1490, Vladislao II se convirtió en rey de toda Bohemia y pudo obtener también la corona de Hungría.